# 林炎志
林炎志（1948年4月—），男，汉族，黑龙江望奎人，中华人民共和国政治人物，中国共产党党员。清华大学工程物理系本科毕业。林楓、郭明秋之子。

## 生平
1961年至1968年，北京师范大学第一附属中学学生，任校学生会主席（高二）。1968年至1972年，在北京市公安局军管会举办的“可教育好子女学习班”被关押受迫害（务农）。1972年至1977年，任北京电子显示仪器厂工人、车间党支部副书记。
1977年至1982年，在清华大学工程物理系学习，任党支部书记、校学生会主席。1981年至1983年，任全国学联主席。1982年至1984年，任清华大学教师，校党委学生工作部副部长、校团委副书记、书记。1984年至1986年，任共青团北京市委书记，共青团中央常委。1986年至1989年，任北京市体育运动委员会主任、党组书记（期间：1985至1990年在北京联合大学经济管理学院经济管理专业在职大学学习）。1989年至1992年，任中共北京大学党委副书记、副教授。1992年至1994年，任国家教委专职委员、党组成员兼直属机关党委书记（期间：1992年至1993年在中央党校培训部学习）。1994年至1995年，任中共国家语言文字工作委员会党组书记（副部长级）、副主任。1995年至2000年，任中共河南省委常委、宣传部部长，省社科联主席（期间：1994年至1999年，在武汉大学经济学院西方经济学专业在职研究生学习，获经济学博士学位，论文《国有资本人格化》）。2000年至2007年，任中共吉林省委副书记（期间：2002年至2008年，在清华大学法学院民商法专业在职研究生学习，获法学博士学位，论文《主体型员工持股会的法人化》）。2007年至今，任吉林省政协常务副主席、党组副书记。
2008年，当选第十一届全国政协委员，代表特别邀请人士，分入第五十七组。